# Ambassade d'Afrique du Sud en France
L'ambassade d'Afrique du Sud en France est la représentation diplomatique de la république d'Afrique du Sud auprès de la République française. Elle est située 59 quai d'Orsay (et donne sur la rue Henri-Moissan et l'avenue Robert-Schuman), dans le 7e arrondissement de Paris. Son ambassadeur est, depuis 2024, Nkosinathi Emmanuel Mthethwa.

## Ambassadeurs d'Afrique du Sud en France
| Date de nomination                                                  | Date de nomination | Date de remise des lettres de créance | Date de remise des lettres de créance | Diplomate                                |
| ------------------------------------------------------------------- | ------------------ | ------------------------------------- | ------------------------------------- | ---------------------------------------- |
| En qualité d'envoyés extraordinaires et ministres plénipotentiaires |                    |                                       |                                       |                                          |
| ?                                                                   |                    | 8 juillet 1898                        | [ JORF 1 ]                            | Willem Johannes Leyds (de)               |
|                                                                     |                    |                                       |                                       |                                          |
| ?                                                                   |                    | 5 novembre 1934                       | [ JORF 2 ]                            | Eric Louw                                |
| ?                                                                   |                    | 1937                                  |                                       | W.-G. Parminter (chargé d'affaires a.i.) |
| ?                                                                   |                    | 16 janvier 1939                       | [ JORF 3 ]                            | Sidney Frank Waterson                    |
| ?                                                                   |                    | 25 janvier 1940                       | [ JORF 4 ]                            | Colin Bain-Marais                        |
|                                                                     |                    |                                       |                                       |                                          |
| ?                                                                   |                    | 23 mai 1947                           | [ JORF 5 ]                            | W.-G. Parminter                          |
| En qualité d'ambassadeurs extraordinaires et plénipotentiaires      |                    |                                       |                                       |                                          |
| ?                                                                   |                    | 4 octobre 1949                        | [ JORF 6 ]                            | Harry Thomson Andrews (de)               |
|                                                                     |                    |                                       |                                       |                                          |
| ?                                                                   |                    | 12 juillet 1958                       | [ JORF 7 ]                            | Stephanus-François du Toit               |
| ?                                                                   |                    | 27 janvier 1961                       | [ JORF 8 ]                            | Jan Ruiter Jordaan                       |
| ?                                                                   |                    | 24 octobre 1964                       | [ JORF 9 ]                            | Willem Dirkse Van Schalkwyk              |
|                                                                     |                    |                                       |                                       |                                          |
| ?                                                                   |                    | 28 octobre 1969                       | [ JORF 10 ]                           | Albertus Beyers Fourie Burger (de)       |
|                                                                     |                    |                                       |                                       |                                          |
| ?                                                                   |                    | 24 octobre 1975                       | [ JORF 11 ]                           | Louis Alexandre Pienaar                  |
| ?                                                                   |                    | 7 février 1980                        | [ JORF 12 ]                           | Johannes Van Dalsen                      |
| ?                                                                   |                    | 2 décembre 1981                       | [ JORF 13 ]                           | Robert Abraham Du Plooy (de)             |
| ?                                                                   |                    | 2 octobre 1987                        | [ JORF 14 ]                           | Hendrik Albertus Geldenhuys (de)[a]      |
| ?                                                                   |                    | 14 février 1991                       | [ JORF 15 ]                           | Albert Willem Marc Burger                |
| ?                                                                   |                    | 7 mars 1995                           | [ JORF 16 ]                           | Barbara Joyce Mosima Masekela            |
| ?                                                                   |                    | 18 mai 1999                           | [ JORF 17 ]                           | Thuthukile Edy Skweyiya (de)             |
| ?                                                                   |                    | 17 septembre 2004                     | [ JORF 18 ]                           | Nomasonto Maria Sindanda-Thusi           |
| ?                                                                   |                    | 2 juillet 2009                        | [ JORF 19 ]                           | Konji Sebati                             |
| ?                                                                   |                    | 2 juillet 2010                        | [ JORF 20 ]                           | Dolana Msimang                           |
| ?                                                                   |                    | 29 janvier 2015                       | [ JORF 21 ]                           | Rapulane Sydney Molekane                 |
| ?                                                                   |                    | 10 décembre 2019                      | [ JORF 22 ]                           | Tebogo Seokolo                           |
| ?                                                                   |                    | 29 février 2024                       | [ JORF 23 ]                           | Nkosinathi Emmanuel Mthethwa             |

1. ↑ Pierre-André Albertini, coopérant français en Afrique du Sud, a été emprisonné au Ciskei en 1987 pour avoir soutenu l'ANC, qui combattait le régime d'Apartheid. En signe de protestation François Mitterrand, président de la République française, a ajourné la remise des lettres de créance du nouvel ambassadeur sud-africain, Geldenhuys, prévue pour le 19 juin, jusqu'à ce qu'Albertini soit libéré. Cette libération ayant eu lieu le 7 septembre, Geldenhuys a pu remettre ses lettres de créance le 2 octobre.

## Histoire
L'ambassade est installée à son adresse actuelle depuis le 3 mai 1974, date à laquelle le bâtiment a été inauguré par Hilgard Muller, ministre des Affaires étrangères sud-africain. Elle se trouvait auparavant au 51 avenue Hoche, dans le 8e arrondissement.
La résidence de l'ambassadeur se trouve au 5, rue Cimarosa, dans le 16e arrondissement.

## Architecture

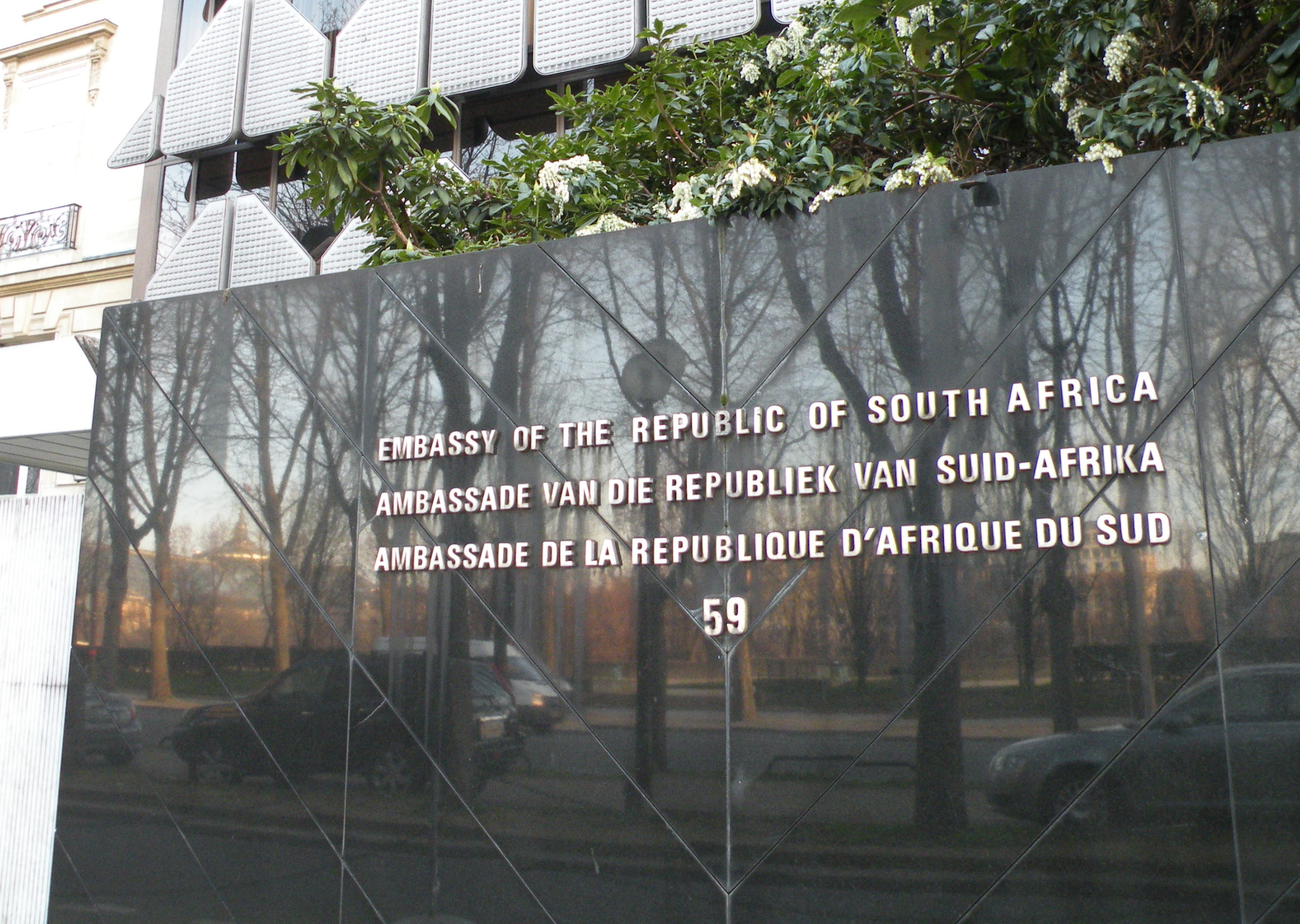
Panneau indiquant l'ambassade sud-africaine à Paris, en anglais, en afrikaans et en français.

Le bâtiment actuel a été dessiné par les architectes Jean-Marie Garet, Gérard Lambert et Jean Thierrart,. Il s'élève sur 6 étages et 21 mètres.
Il présente trois façades identiques en mur-rideau (la quatrième face étant occupée par l'immeuble mitoyen), qui rompent avec le style des bâtiments voisins.
Ses baies vitrées sont partiellement occultées par des avancées moulées en fonte d'aluminium conçues par L'Œuf centre d'études. Construite lors du régime de l'apartheid, ces avancées protégeaient les vitres des projectiles, car il y avait alors de nombreuses manifestations devant l'ambassade.

## Consulats
Outre la section consulaire de son ambassade à Paris, l'Afrique du Sud possède un consulat général honoraire à Lille et un consulat honoraire à Rennes.